# Алан Велс
Алан Велс (енгл. Allan Wipper Wells; Единбург, 3. мај 1952) је шкотски атлетичар који је олимпијске медаље освајао под заставом Уједињеног Краљевства.
Највеће домете Велс је остварио на Олимпијским играма у Москви 1980. године када је победио у трци на 100  те био други у трци на 200 m. Чињеницу да су те игре бојкотовале САД чији су спринтери били фаворити на 100 m критичари су искористили да умање вредност Велсовог подвига, тврдњом да је у Москви конкуренција била значајно окрњена. Међутим, те исте године је у наставку сезоне на митинзима у Европи Велс побеђивао све америчке спринтере који су се на њима такмичили, те тиме доказао да је ипак био у сјајној форми.
Осим олимпијских победа Велс је вишеструки победник Игара Комонвелта, где је наступао за репрезентацију Шкотске. Како су светска првенства у атлетици почела с одржавањем 1983. године, при крају његове каријере, био је само једном четврти на 100 m и 200 m. Наступио је и на Играма у Лос Анђелесу 1984. године али није стигао даље од полуфинала.

## Освојене медаље
Олимпијске игре
- Москва 1980
  - злато - 100 м, 10,11
  - сребро - 200 м, 20,21

Игре Комонвелта
- Едмонтон 1978.
  - сребро - 100 м, 10,07
  - злато - 200 м, 20,12
  - злато - 4х100 м, 39,24
- Бризбен 1982.
  - злато - 100 м,
  - злато - 200 м,